# U-403
Unterseeboot 403 foi um submarino alemão do Tipo VIIC, pertencente a Kriegsmarine que atuou durante a Segunda Guerra Mundial.

## Comandantes
| Comandante                  | Data                                       |
| --------------------------- | ------------------------------------------ |
| Kptlt. Heinz-Ehlert Clausen | 25 de junho de 1941 - 15 de junho de 1943  |
| Kptlt. Karl-Franz Heine     | 16 de junho de 1943 - 18 de agosto de 1943 |

## Subordinação
Durante o seu tempo de serviço, esteve subordinado às seguintes flotilhas:
| Período                                      | Flotilha                                   |
| -------------------------------------------- | ------------------------------------------ |
| 25 de junho de 1941 - 31 de agosto de 1941   | 5. Unterseebootsflottille (treinamento)    |
| 1 de setembro de 1941 - 30 de junho de 1942  | 7. Unterseebootsflottille (serviço ativo)  |
| 1 de julho de 1942 - 28 de fevereiro de 1943 | 11. Unterseebootsflottille (serviço ativo) |
| 1 de março de 1943 - 18 de agosto de 1943    | 9. Unterseebootsflottille (serviço ativo)  |

## Operações conjuntas de ataque
O U-403 participou das seguinte operações de ataque combinado durante a sua carreira:
- Rudeltaktik Aufnahme (7 de março de 1942 - 11 de março de 1942)
- Rudeltaktik Blücher (11 de março de 1942 - 18 de março de 1942)
- Rudeltaktik Bums (6 de abril de 1942 - 14 de abril de 1942)
- Rudeltaktik Blutrausch (15 de abril de 1942 - 18 de abril de 1942)
- Rudeltaktik Nebelkönig (7 de agosto de 1942 - 14 de agosto de 1942)
- Rudeltaktik Trägertod (12 de setembro de 1942 - 19 de setembro de 1942)
- Rudeltaktik Falke (15 de janeiro de 1943 - 19 de janeiro de 1943)
- Rudeltaktik Haudegen (19 de janeiro de 1943 - 15 de fevereiro de 1943)
- Rudeltaktik Taifun (15 de fevereiro de 1943 - 20 de fevereiro de 1943)
- Rudeltaktik Amsel (26 de abril de 1943 - 3 de maio de 1943)
- Rudeltaktik Amsel 4 (3 de maio de 1943 - 6 de maio de 1943)
- Rudeltaktik Rhein (7 de maio de 1943 - 10 de maio de 1943)